# Vail Ski Resort
Vail Ski Resort är en vintersportort i Eagle County i Colorado i USA, invigd 1962 och belägen utanför staden Vail. Det finns ungefär 25 kvadratkilometer skidfarbar terräng och fallhöjden är cirka tusen meter. Skidskolan har cirka elvahundra skidlärare och har i princip sedan skidorten grundades 1962 haft svenska skidlärare som arbetar där. I dag arbetar ett trettiotal svenskar på orten. Här arrangerades tävlingar vid världsmästerskapen i alpin skidsport 1989 , 1999 och  2015.  Även flera världscupdeltävlingar i alpin skidåkning har arrangerats här.

### Fotnoter
1. ↑  ”Results FIS Alpine World Ski Championships” (på engelska). FIS. 29 januari-12 februari 1989. http://data.fis-ski.com/alpine-skiing/results.html?place_search=&seasoncode_search=1989&sector_search=AL&date_search=&gender_search=&category_search=WSC&codex_search=&nation_search=&disciplinecode_search=&date_from=01&search=Search&limit=50. Läst 12 februari 2014.
2. ↑  ”Results FIS Alpine World Ski Championships” (på engelska). FIS. 2-14 februari 1999. http://data.fis-ski.com/alpine-skiing/results.html?place_search=&seasoncode_search=1999&sector_search=AL&date_search=&gender_search=&category_search=WSC&codex_search=&nation_search=&disciplinecode_search=&date_from=01&search=Search&limit=50. Läst 12 februari 2014.